# Dennis Brunod
Pour les articles homonymes, voir Bruno Brunod.
Dennis Brunod (né le 16 juin 1978 à Aoste) est un sportif italien, spécialiste de ski-alpinisme, course à pied en montagne et skyrunning.

## Biographie
Dennis Brunod est originaire de Champdepraz, où il habite.

## Palmarès
| #   | masculin           | Course                                        | Longueur | Départ           | Temps           |
| 1er | Médaille d'or      | SkyRace Valmalenco-Valposchiavo               | 30 km    | 16 juin 2002     | 2 h 46 min 44 s |
| 2e  | Médaille d'argent  | Skyrace Ville d'Aoste                         | 30 km    | 21 juillet 2002  | 2 h 15 min 54 s |
| 1er | Médaille d'or      | SkyRace Valmalenco-Valposchiavo               | 30 km    | 13 juin 2004     | 2 h 44 min 00 s |
| 2e  | Médaille d'argent  | Monte Rosa SkyRace                            | 28 km    | 25 juillet 2004  | 2 h 41 min 58 s |
| 4e  | Médaille de bronze | Championnats d'Europe de skyrunning - SkyRace | 31 km    | 10 juin 2007     | 2 h 37 min 48 s |
| 3e  | Médaille de bronze | Giir di Mont                                  | 32 km    | 29 juillet 2007  | 3 h 18 min 59 s |
| 2e  | Médaille d'argent  | Giir di Mont                                  | 32 km    | 27 juillet 2008  | 3 h 17 min 37 s |
| 2e  | Médaille d'argent  | Championnats d'Europe de skyrunning - SkyRace | 22 km    | 19 juillet 2009  | 1 h 57 min 26 s |
| 2e  | Médaille d'argent  | Skyrace Ville d'Aoste                         | 30 km    | 5 septembre 2010 | 2 h 48 min 13 s |
| 2e  | Médaille d'argent  | SkyRace Lodrino-Lavertezzo                    | 13,5 km  | 3 juin 2012      | 1 h 28 min 19 s |
| 3e  | Médaille de bronze | SkyRace Lodrino-Lavertezzo                    | 21 km    | 8 juillet 2018   | 2 h 51 min 47 s |
| 3e  | Médaille de bronze | Aosta - Becca di Nona                         | 13 km    | 17 juillet 2022  | 2 h 3 min 18 s  |